# Euderces guatemalenus
Euderces guatemalenus là một loài bọ cánh cứng trong họ Cerambycidae.